# 曼尼·阿克塔

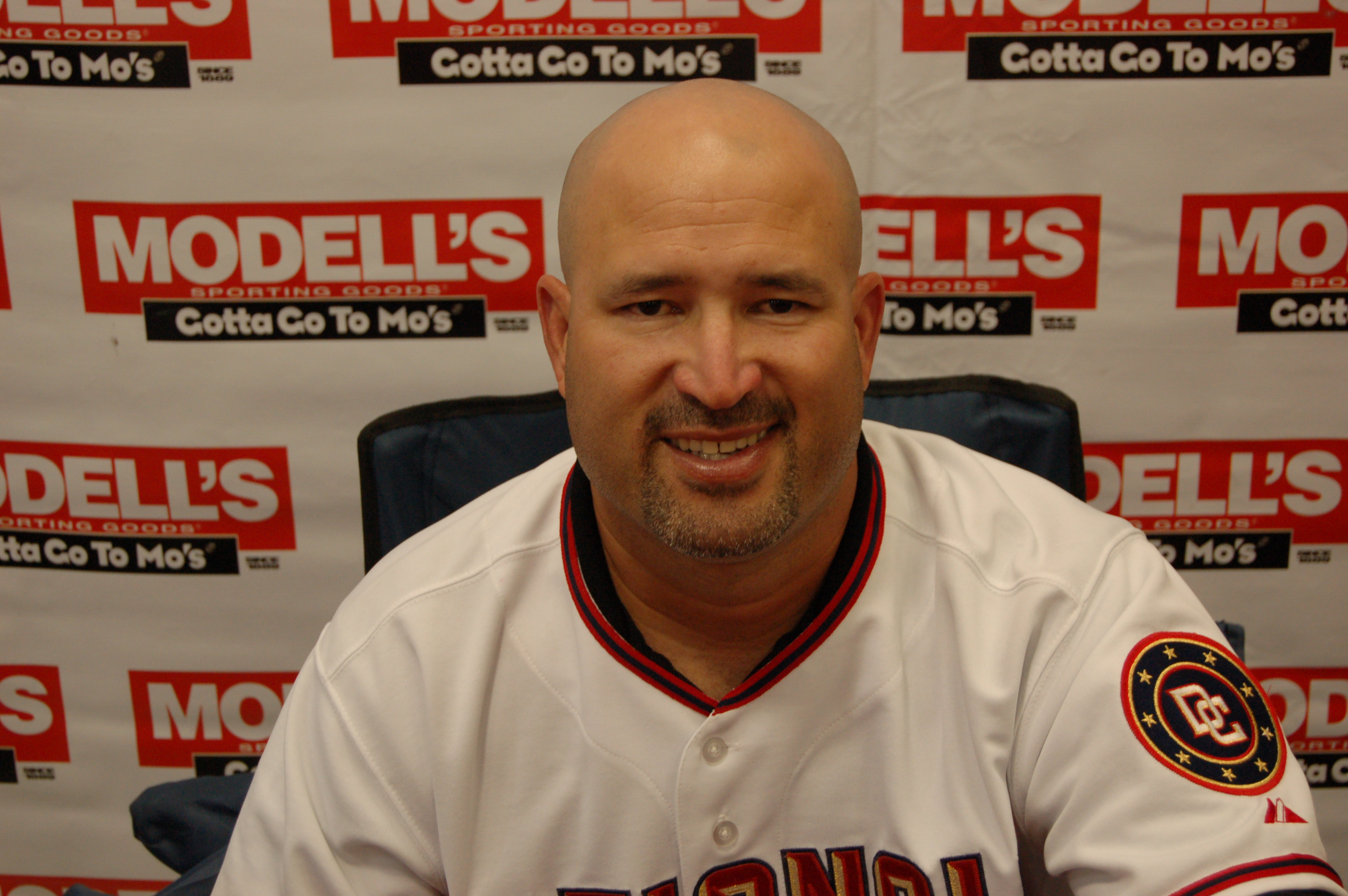
曼尼·阿克塔於2007年，當時擔任華盛頓國民隊的總教練

曼努埃爾·埃里亞斯·阿克塔（Manuel Elias Acta、1969年1月11日—）是多明尼加前職業棒球選手，目前擔任美國職業棒球大聯盟西雅圖水手隊的板凳教練，曾是ESPN和ESPN Deportes的播報分析師。他曾擔任華盛頓國民隊和克里夫蘭印第安人的總教練。

## 外部連結
- 曼尼·阿克塔在Baseball-Reference.com（小聯盟以及海外聯盟）（英语）
- 曼尼·阿克塔在The Baseball Cube（英语）